# Otrhánky
Otrhánky jsou obec na Slovensku v okrese Bánovce nad Bebravou.
Leží v nadmořské výšce 215 metrů. Žije zde 394 obyvatel.
První písemná zmínka o obci je z roku 1598. V obci je římskokatolický románský kostel s podkovitou apsidou ze začátku 12. století zasvěcen narození Panny Marie. Kostel byl postaven na staré spojnici Pováží a Ponitří.